# 回青
回青（也称“回回青”）是一种蓝色颜料，主要用于瓷器烧制上色，因明朝时从西域进口顏料原料及接受朝貢，故而得名。回青一般需要和石子青混合运用，所呈现的颜色较霁蓝浅淡，多见于嘉靖和万历年间的瓷器。
回青沒有鐵鏽斑顏色鮮艷，單獨使用則渾散不收沒有暈散。蘇麻離青和回青是二種完全不同的青花釉料。

## 外部連結
- 《景德「青花」下西洋》龍村倪[永久]
- 《两种不同的进口钴料:“苏麻离青”与“苏渤泥青”》杜锋、苏宝茹